# Laboratoriumdiagnostiek
Laboratoriumdiagnostiek is onderzoek om een diagnose te stellen, of het verloop van een therapie te volgen. Over het algemeen worden lichaamsvloeistoffen zoals bloed, urine, liquor (hersenvocht), sperma of vaginaal vocht en/of feces van de patiënt afgenomen zodat dat de patiënt zelf niet bij het onderzoek aanwezig hoeft te zijn. Het onderzoek vindt plaats in bijvoorbeeld een klinisch chemisch of medisch microbiologisch laboratorium.
Voor onderzoek op bloed zie bloedonderzoek. 